# Чхой Е-Ян
Чхой Е-Ян (25 липня 1959 — 14 травня 2008) — південнокорейська баскетболістка.
Срібна призерка Олімпійських ігор 1984 року.